# Schüpfen
Schüpfen est une commune suisse du canton de Berne, située dans l'arrondissement administratif du Seeland.

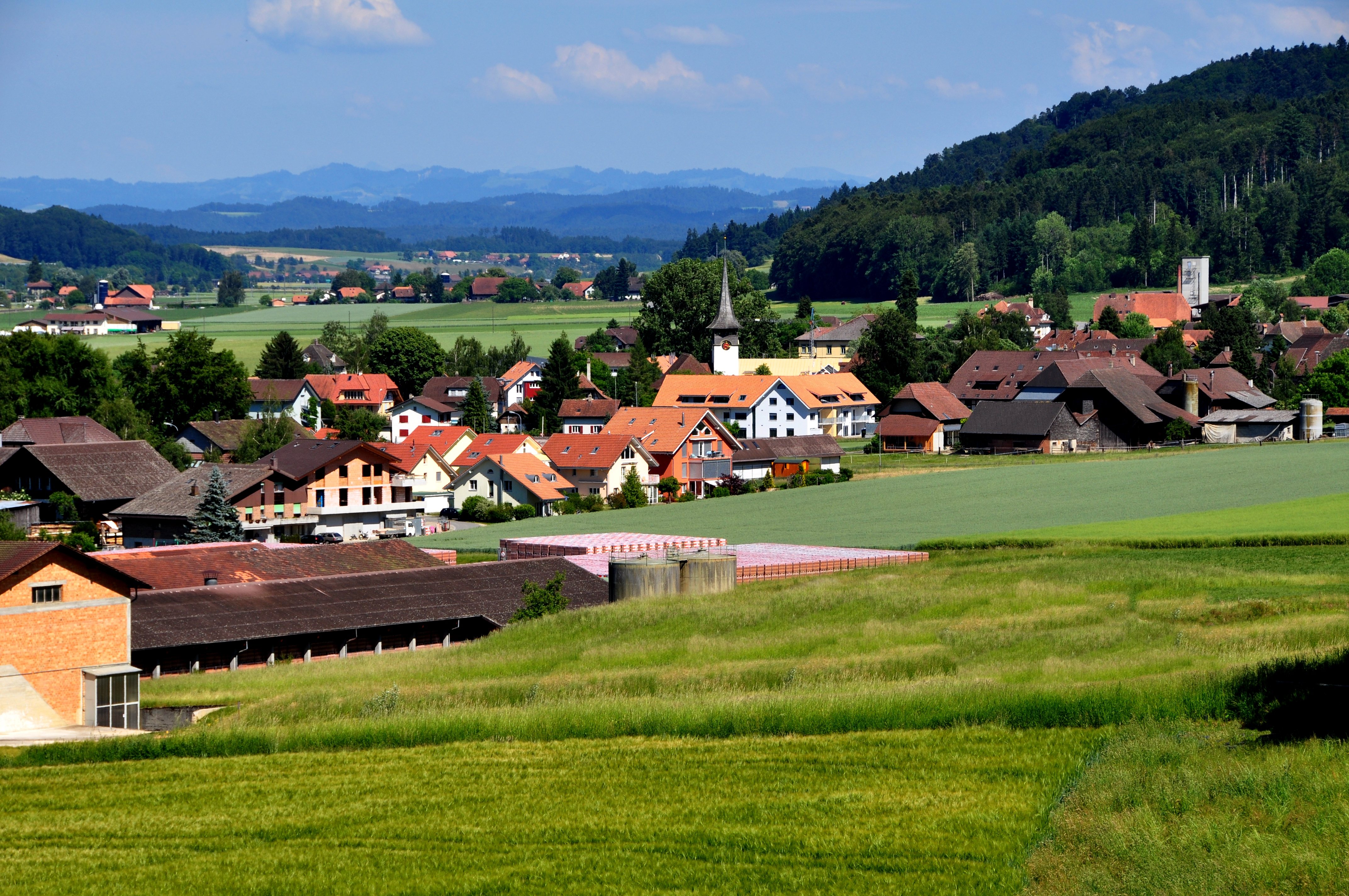
Schüpfen.

Photo aérienne (1954)